# دوايت هاردينغ
دوايت هاردينغ (بالإنجليزية: Dwight Harding)‏ هو سياسي أمريكي، ولد في 1834 في الولايات المتحدة، وتوفي في 3 يوليو 1904 في ميسولا في الولايات المتحدة.